# Vann Molyvann
Vann Molyvann (ur. 23 listopada 1926 w Kâmpôt, zm. 28 września 2017 w Siem Reap) – kambodżański architekt.

## Życiorys
Urodził się w 1926 roku w prowincji Kâmpôt. Pochodził z ubogiej rodziny. Został mianowany w 1957 roku przez króla Norodoma Sihanouka na kierownika robót publicznych. W 1958 roku zaprojektował Pomnik Niepodległości w Phnom Penh w kształcie lotosu, a w 1962 roku Stadion Olimpijski w Phnom Penh, mogący pomieścić 60 000 widzów. W latach 1956–1970 zaprojektował ponad 100 budynków w stolicy Kambodży. W 1962 roku premier Singapuru Lee Kuan Yew bez skutku zaproponował mu współpracę w rozbudowie stolicy swojego państwa. W latach 90. XX wieku starał się o wpisanie Angkor Wat na listę światowego dziedzictwa UNESCO, a później został konserwatorem tego obiektu. Zmarł 28 października 2017 roku. Jest uważany za najwybitniejszego architekta z Kambodży XX wieku.

## Główne dzieła
- Stadion Olimpijski w Phnom Penh
- Budynek Rady Ministrów (zburzony w 2008)[4]
- Pomnik Niepodległości w Phnom Penh
- Dom Vanna Molyvanna
- Front du Bassac (osiedle)
- Browar SKD
- Narodowy Kompleks Sportowy